# EV3
EV3 è il terzo album in studio del gruppo musicale femminile statunitense En Vogue, pubblicato nel 1997.

## Tracce
1. Whatever – 4:20
2. Don't Let Go (Love) – 4:52
3. Right Direction – 5:07
4. Damn, I Wanna Be Your Lover – 5:24
5. Too Gone, Too Long – 4:42
6. You're All I Need – 3:36
7. Let It Flow – 5:38
8. Sitting by Heaven's Door – 4:34
9. Love Makes You Do Thangs – 4:27
10. What a Difference a Day Makes – 4:12
11. Eyes of a Child – 4:32
12. Does Anybody Hear Me – 3:09
13. I've Got Your Gun (Solo sulla versione internazionale) – 4:19

## Formazione
- Terry Ellis
- Cindy Herron
- Maxine Jones